# Diekholzen
Diekholzen är en kommun och ort i Landkreis Hildesheim i förbundslandet Niedersachsen i Tyskland.